# San Miguel Tenango (Oaxaca)
San Miguel Tenango es una localidad del estado mexicano de Oaxaca. Es cabecera del municipio de San Miguel Tenango.

## Historia
Este pueblo según la opinión de algunos ancianos en el año de 1553 le dieron el nombre que lleva hasta la fecha ignorándose la fecha de expedición de los títulos de propiedad solo por voz propia comenta que los títulos originales fueron expedidos por el gobierno colonial.

## Tiponomía
Tenanco significa "En el muro o muralla", componiendose de tenamitl "muro, muralla o antepecho de azotea" y de co "en". San Miguel en nombre del santo patrón: San Miguel Arcangel.

## Demografía
| Censo | Población |
| ----- | --------- |
| 1900  | 636       |
| 1910  | 725       |
| 1921  | 822       |
| 1930  | 781       |
| 1940  | 279       |
| 1950  | 936       |
| 1960  | 546       |
| 1970  | 687       |
| 1980  | 840       |
| 1990  | 526       |
| 1995  | 602       |
| 2000  | 622       |
| 2005  | 552       |
| 2010  | 640       |
| 2020  | 575       |